# Штайндёрфель

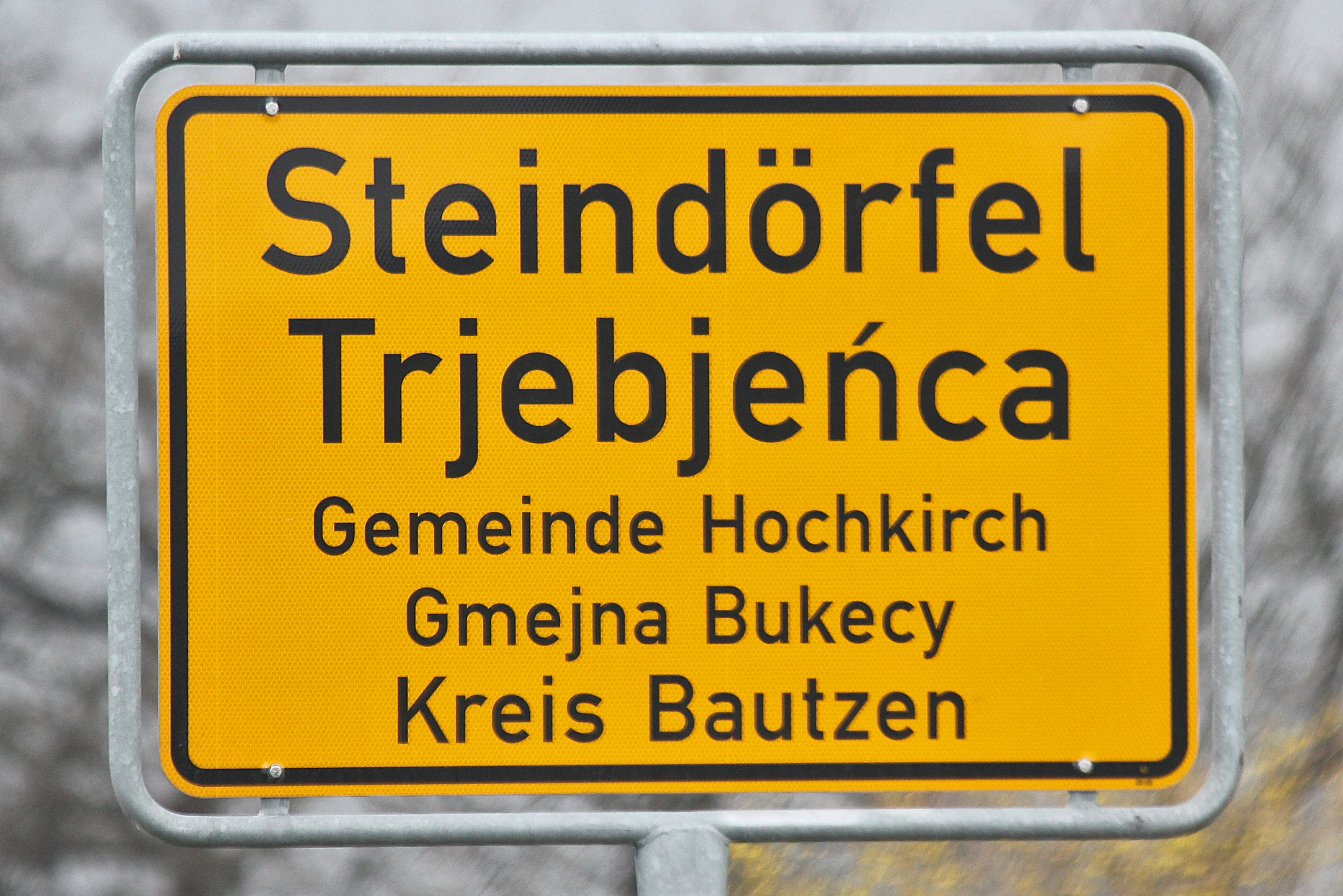

Шта́йндёрфель или Тре́беньца (нем. Steindörfel; в.-луж. Trjebjeńcaо файле) — деревня в Верхней Лужице, Германия. Входит в состав коммуны Хохкирх района Баутцен в земле Саксония. Подчиняется административному округу Дрезден.

## География
Располагается примерно в двух километрах на северо-восток от административного центра коммуны Хохкирх при автомобильной дороге Bundesstraße 6.
Соседние населённые пункты: на северо-востоке — деревня Поморцы, на юго-востоке — административный центр коммуны Хохкирх, на юге — деревня Мешицы, на западе — деревни Соврецы и Шекецы коммуны Кубшюц и на северо-западе — деревня Вадецы коммуны Кубшюц.

## История
Впервые упоминается в 1419 году под наименованием Vlemischentorff.
С 1936 по 1974 года входила в коммуну Вадиц. С 1974 года входит в современную коммуну Хохкирх.
В настоящее время деревня входит в состав культурно-территориальной автономии «Лужицкая поселенческая область», на территории которой действуют законодательные акты земель Саксонии и Бранденбурга, содействующие сохранению лужицких языков и культуры лужичан.
Исторические немецкие наименования
- Vlemischentorff, 1419
- Flemischindorff, 1430
- Flemmingsdorff vel Trebnitz, 1512
- Trebnitz, Trebenitz, Trebnytz, 1520
- Trebenitz, 1573
- Trebentz, Steindörffel, 1657
- Steindörfel, Tröbnitz, 1791
- Steindörfel (Trebnitz), 1875

## Население
Официальным языком в населённом пункте, помимо немецкого, является также верхнелужицкий язык.
Согласно статистическому сочинению «Dodawki k statisticy a etnografiji łužickich Serbow» Арношта Муки в 1884 году в деревне проживало 186 человек (из них — 177 серболужичан (95 %)).
Лужицкий демограф Арношт Черник в своём сочинении «Die Entwicklung der sorbischen Bevölkerung» указывает, что в 1956 году при общей численности в 357 человека серболужицкое население деревни составляло 40,3 % (из них верхнелужицким языком владело 105 взрослых и 39 несовершеннолетних).
| 1834 | 1871 | 1890 | 1910 | 1925 | 1939 | 1946 | 1950 | 1964 |
| ---- | ---- | ---- | ---- | ---- | ---- | ---- | ---- | ---- |
| 156  | 178  | 152  | 169  | 169  | 258  | 291  | 363  | 294  |

## Известные жители и уроженцы
- Ян Юрий Фогель (1739—1826) — серболужицкий писатель